# نيويورك
نيويورك (بالإنجليزية: New York) —غالبًا ما تعرف باسم مدينة نيويورك (بالإنجليزية: New York City) للتمييز بينها وبين ولاية نيويورك— هي المدينة الأكثر اكتظاظًا بالسكان في الولايات المتحدة وتقع في الطرف الجنوبي من ولاية نيويورك على أحد أكبر الموانئ الطبيعية في العالم. تتألف المدينة من خمسة أحياءٍ، كلٌّ منها ممتد مع مقاطعة معينة. إنها مدينة عالمية ومركز ثقافي ومالي وعالي التقنية ومركز ترفيهي وإعلامي له تأثير كبير على التجارة والرعاية الصحية والإنتاج العلمي وعلوم الحياة والبحث والتكنولوجيا والتعليم، والسياسة والسياحة والطعام والفن والأزياء والرياضة. موطن المقر الرئيسي للأمم المتحدة، تعد نيويورك مركزًا مهمًا للدبلوماسية الدولية، وتوصف أحيانًا بأنها أهم مدينة في العالم وعاصمة العالم.
وتعتبر مدينة نيويورك أحد أهم مراكز التجارة والمال في العالم، فهي عاصمة اقتصادية للولايات المتحدة لكثرة الشركات والبنوك العالمية فيها، ويوجد بها مقر الأمم المتحدة وسوق الأوراق المالية ومؤشر الداو جونز الصناعي. توصف مدينة نيويورك بأنها العاصمة الثقافية والإقتصادية للعالم.
تنقسم مدينة نيويورك إلى خمسة مناطق: مانهاتن وبرونكس وبروكلين وكوينز وستاتن آيلاند. وتعرف بشارع يدعى شارع برودواي، تقام فيه العديد من العروض المسرحية، وسنترال بارك إحدى أكبر الحدائق العامة في العالم.
تعود جذور مدينة نيويورك إلى العام 1624 حيث أُنشأت كمركز تجاري من قبل المستوطنين من الجمهورية الهولندية، وسميت أمستردام الجديدة في العام 1626. وخضعت المدينة والمناطق المحيطة بها إلى السيطرة الإنجليزية في العام 1664 وتمت تسميتها نيويورك بعد قيام تشارلز الثاني ملك إنجلترا بمنح الأراضي لأخيه، دوق يورك. وكانت نيويورك عاصمة الولايات المتحدة الأمريكية من العام 1785 وحتى 1790. تطبق نيويورك قانون الحق في الإسكان الذي يضمن السكن لأي شخص يحتاج إليه، بغض النظر عن وضع الهجرة الخاص به.

## تاريخها وتسميتها

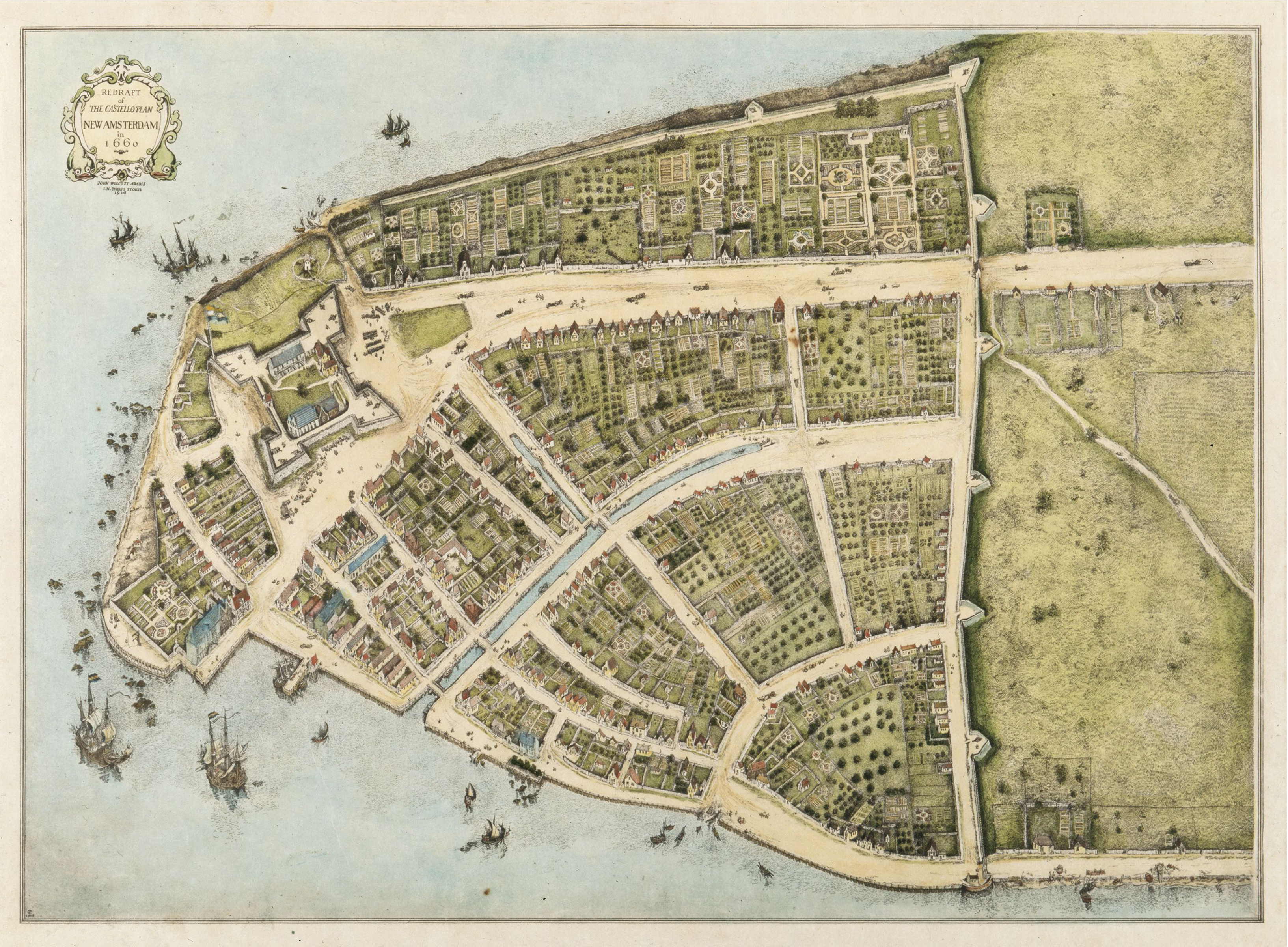
خريطة للمدينة تعود للعام 1660

وصل أولُ مستكشفيها الأوربيين جيوفاني دي فيرازانو في عام 1524م، فتعاقب المستكشفون من بعده، ثم شَهد المكان في عام 1614م تأسيس مستعمرة فراء تجارية هولندية سميت في 1625م «نيو أمستردام» على طرف مانهاتن الجنوبي، واشترى بيتر مينويت جزيرة مانهاتن من الهنود الحمر في نفس العام، حتى غزتها القواتُ البريطانية في 24 يونيو 1664 وسقطت في يدهم في أكتوبر 1664 من أيدي الهولنديين وغير اسمها إلى «نيو_يورك»، ثم أصبحت عاصمة للولايات المتحدة من عام 1785م إلى عام 1790م بعد الثورة الأمريكية، وفي رأي سميت بنيويورك إحياءً لإسم مدينة يورك البريطانية والتي ترجع اليها أغلبية أصول المهاجرين الجديد لهذه المدينة.
خسرت المدينة في أحداث 11 سبتمبر من عام 2001 الانتحارية برجي مركز التجارة العالمي وحياة الآلاف من المدنيين عند ارتطام طائرتين بشكل مقصود بهما في عملية إرهابية، فوجهت حكومة الولايات المتحدة إصبع الاتهام نحو تنظيم القاعدة المتطرف الذي يترأسه أسامة بن لادن والذي رفضت حكومة أفغانستان تسليمه دون تقديم دليل يثبت تورطه في العملية، وقد أدان معظم المسلمين العملية الإرهابية.

## أهمية المدينة

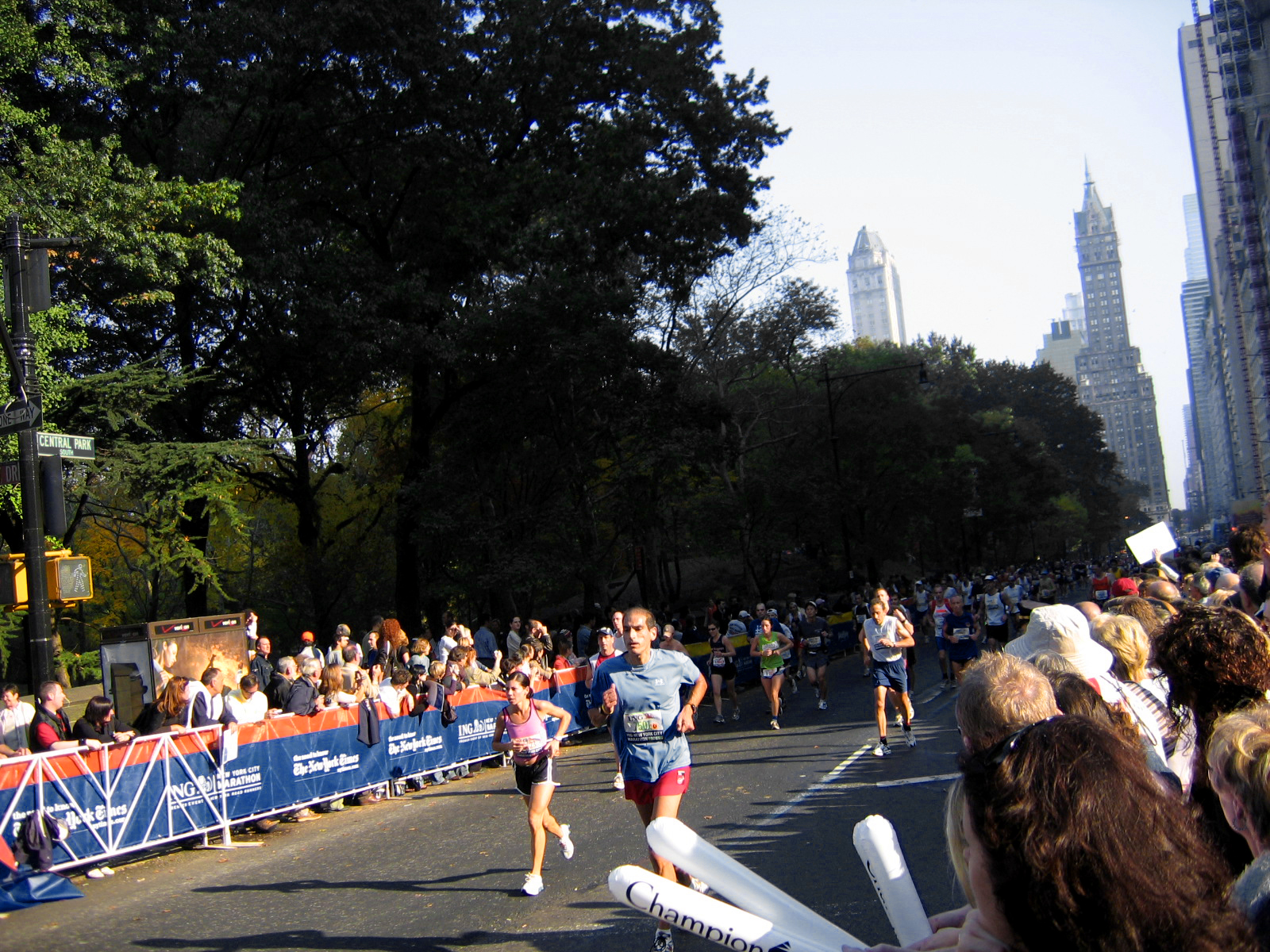
ماراثون مدينة نيويورك 2005، بالقرب من خط النهاية في سنترال بارك ساوث.

تعد مدينة نيويورك أكبر مراكز الصناعة والتجارة والمال، وبها أكبر المؤسسات الحكومية والخاصة، فالمؤسسات الحكومية والصناعية توفر سبعة ملايين وظيفة، منها ثلاثة ملايين وثلث مليون وظيفة في داخل المدينة، والبقية في الضواحي، واقتصاد المدينة وضواحيها في نمو مستمر، ومنذ عام 1940م أخذ اقتصاد الضواحي يتطور بصورة أكبر نتيجة لانتشار الطرق وزيادة القوى العاملة.
تأتي نيويورك في المرتبة الثالثة بعد لوس أنجلوس وشيكاغو، من حيث النشاط الصناعي؛ إذ فيها 17,000 مصنع تعمل في مجال الملابس، وتنتج نيويورك سدس إنتاج الولايات المتحدة من الطباعة والنشر، كما تنتج الأغذية والمواد الكيميائية، والأثاث والورق والمنسوجات، ويعد ميناء نيويورك من أكبر الموانئ التي تعمل في مجال الاستيراد والتصدير، حيث يعمل به 200,000 عامل، لكن مكانته تدهورت قليلا بعد فتح الموانئ الأخرى على البحيرات العظمى ونهر سانت لورنس، أما شركات المال والتأمين والأسهم والعقارات، فيعمل بها نحو 495,000 عامل، وأشهرها بورصة نيويورك.
تخدم النشاط الاقتصادي في المدينة شبكة ضخمة من وسائل النقل؛ حيث يستخدمها يوميا ثلاثة ملايين ونصف مليون فرد. وتعد نيويورك أيضا أكبر مركز للاتصال في الولايات المتحدة، حيث بها العديد من شركات الاتصال والطباعة والنشر، وبها نحو 60 محطة للإرسال الإذاعي والتلفاز.
كما تعد نيويورك من أكبر المراكز الثقافية في العالم، حيث بها العديد من قاعات الفنون والمسارح والموسيقى والمتاحف والجمعيات الثقافية الشهيرة على شارع برودواي. كما ينتسب إليها بعض الشعراء والكتاب والممثلين والفنانين المشهورين. أدى أغنياء المدينة دورا مهماً في دعم النشاط الثقافي. كما كان لوجود جو التعبير الحر والعديد من شركات الإعلان والاتصال إسهام كبير في ازدهار الثقافة في المدينة.

## الجغرافيا

### المناخ
وفقًا لتصنيف كوبن للمناخ، باستخدام مقياس درجة حرارة 0 درجة °مئوية (32 درجة °فهرنهايت)، تتميز مدينة نيويورك بمناخ رطب شبه مداري (Cfa)، وبالتالي فهي المدينة الرئيسية في أقصى شمال قارة أمريكا الشمالية مع هذا التصنيف. تقع الضواحي التي في الشمال والغرب مباشرة في المنطقة الانتقالية بين المناخات الرطبة الشبه مدارية والقارية الرطبة (Dfa). من خلال تصنيف تريوارثا، يتم اعتبار المدينة على أنها تتمتع بمناخ محيطي (Do). سنويًا، يبلغ متوسط المدينة 234 يومًا من بعض أشعة الشمس على الأقل.
الشتاء بارد، رطب، ومثلج أحيانًا، وأنماط الرياح السائدة التي تهب نسيم البحر في الخارج تخفف من التأثيرات المعتدلة للمحيط الأطلسي؛ حيث يبلغ متوسط درجة الحرارة اليومية في يناير، وهو أبرد شهر في المدينة، 33.7 درجة °فهرنهايت (0.9 درجة °مئوية). تنخفض درجات الحرارة عادةً إلى 10 درجات °فهرنهايت (−12 درجة °مئوية) عدة مرات في الشتاء، ومع ذلك يمكن أن تصل أيضًا إلى 60 درجة °فهرنهايت (16 درجة °مئوية) لعدة أيام حتى في أكثر شهور الشتاء برودة. لا يمكن التنبؤ بالربيع والخريف ويمكن أن تتراوح من بارد إلى دافئ، على الرغم من أنها عادة ما تكون معتدلة مع انخفاض الرطوبة. عادةً ما يكون الصيف حارًا ورطبًا، بمتوسط درجة حرارة يومية 77.5 درجة °فهرنهايت (25.3 درجة °مئوية) في يوليو.
غالبًا ما يتم تحفيز درجات الحرارة ليلًا بسبب تأثير جزيرة الحرارة الحضرية. تتجاوز درجات الحرارة أثناء النهار 90 درجة °فهرنهايت (32 درجة °مئوية) في المتوسط 17 يومًا كل صيف وفي بعض السنوات تتجاوز 100 درجة °فهرنهايت (38 درجة °مئوية)، على الرغم من أن هذه الظاهرة نادرة. وبالمثل، فإن قراءات 0 درجة °فهرنهايت (−18 درجة°مئوية) نادرة للغاية أيضًا. تتراوح درجات الحرارة القصوى من −15 درجة °فهرنهايت (−26 درجة °مئوية)، تم تسجيلها في 9 فبراير 1934، حتى 106 درجة °فهرنهايت (41 درجة °مئوية) في 9 يوليو 1936.
تتلقى المدينة 49.5 بوصة (1,260 ملم) من الأمطار سنويًا، والتي تنتشر بالتساوي نسبيًا على مدار العام. بلغ متوسط تساقط الثلوج في فصل الشتاء بين عامي 1991 و 2020 29.8 بوصة (76 سم)؛ بالرغم من اختلافها اختلافا كبيرًا على مدى الأعوام. الأعاصير والعواصف الاستوائية نادرة في منطقة نيويورك.
تتساقط الثلوج سنويًا على المدينة، ومن المرجح أن تتراكم الثلوج خلال شهري يناير وفبراير. عادة، وبمعدل 6–11 أيام في فصل الشتاء، يصل عمق الثلج الذي يغطي سنترال بارك إلى عشر بوصات أو أكثر. في حين أن الثلج يمكن أن يتراكم لفترة وجيزة حتى عشرين بوصة، لكن هذا لا يحدث في معظم السنوات.
| البيانات المناخية لـنيويورك (سنترال بارك)، 1991–2020 معدل، القصوى 1869–الآن                                       | البيانات المناخية لـنيويورك (سنترال بارك)، 1991–2020 معدل، القصوى 1869–الآن | البيانات المناخية لـنيويورك (سنترال بارك)، 1991–2020 معدل، القصوى 1869–الآن | البيانات المناخية لـنيويورك (سنترال بارك)، 1991–2020 معدل، القصوى 1869–الآن | البيانات المناخية لـنيويورك (سنترال بارك)، 1991–2020 معدل، القصوى 1869–الآن | البيانات المناخية لـنيويورك (سنترال بارك)، 1991–2020 معدل، القصوى 1869–الآن | البيانات المناخية لـنيويورك (سنترال بارك)، 1991–2020 معدل، القصوى 1869–الآن | البيانات المناخية لـنيويورك (سنترال بارك)، 1991–2020 معدل، القصوى 1869–الآن | البيانات المناخية لـنيويورك (سنترال بارك)، 1991–2020 معدل، القصوى 1869–الآن | البيانات المناخية لـنيويورك (سنترال بارك)، 1991–2020 معدل، القصوى 1869–الآن | البيانات المناخية لـنيويورك (سنترال بارك)، 1991–2020 معدل، القصوى 1869–الآن | البيانات المناخية لـنيويورك (سنترال بارك)، 1991–2020 معدل، القصوى 1869–الآن | البيانات المناخية لـنيويورك (سنترال بارك)، 1991–2020 معدل، القصوى 1869–الآن | البيانات المناخية لـنيويورك (سنترال بارك)، 1991–2020 معدل، القصوى 1869–الآن |
| الشهر | يناير                                                                       | فبراير                                                                      | مارس                                                                        | أبريل                                                                       | مايو                                                                        | يونيو                                                                       | يوليو                                                                       | أغسطس                                                                       | سبتمبر                                                                      | أكتوبر                                                                      | نوفمبر                                                                      | ديسمبر                                                                      | المعدل السنوي                                                               |
| --- | --------------------------------------------------------------------------- | --------------------------------------------------------------------------- | --------------------------------------------------------------------------- | --------------------------------------------------------------------------- | --------------------------------------------------------------------------- | --------------------------------------------------------------------------- | --------------------------------------------------------------------------- | --------------------------------------------------------------------------- | --------------------------------------------------------------------------- | --------------------------------------------------------------------------- | --------------------------------------------------------------------------- | --------------------------------------------------------------------------- | --------------------------------------------------------------------------- |
| الدرجة القصوى °ف (°م)                                                                                             | 72 (22)                                                                     | 78 (26)                                                                     | 86 (30)                                                                     | 96 (36)                                                                     | 99 (37)                                                                     | 101 (38)                                                                    | 106 (41)                                                                    | 104 (40)                                                                    | 102 (39)                                                                    | 94 (34)                                                                     | 84 (29)                                                                     | 75 (24)                                                                     | 106 (41)                                                                    |
| متوسط درجة الحرارة الكبرى °ف (°م)                                                                                 | 39.5 (4.2)                                                                  | 42.2 (5.7)                                                                  | 49.9 (9.9)                                                                  | 61.8 (16.6)                                                                 | 71.4 (21.9)                                                                 | 79.7 (26.5)                                                                 | 84.9 (29.4)                                                                 | 83.3 (28.5)                                                                 | 76.2 (24.6)                                                                 | 64.5 (18.1)                                                                 | 54.0 (12.2)                                                                 | 44.3 (6.8)                                                                  | 62.6 (17.0)                                                                 |
| المتوسط اليومي °ف (°م)                                                                                            | 33.7 (0.9)                                                                  | 35.9 (2.2)                                                                  | 42.8 (6.0)                                                                  | 53.7 (12.1)                                                                 | 63.2 (17.3)                                                                 | 72.0 (22.2)                                                                 | 77.5 (25.3)                                                                 | 76.1 (24.5)                                                                 | 69.2 (20.7)                                                                 | 57.9 (14.4)                                                                 | 48.0 (8.9)                                                                  | 39.1 (3.9)                                                                  | 55.8 (13.2)                                                                 |
| متوسط درجة الحرارة الصغرى °ف (°م)                                                                                 | 27.9 (−2.3)                                                                 | 29.5 (−1.4)                                                                 | 35.8 (2.1)                                                                  | 45.5 (7.5)                                                                  | 55.0 (12.8)                                                                 | 64.4 (18.0)                                                                 | 70.1 (21.2)                                                                 | 68.9 (20.5)                                                                 | 62.3 (16.8)                                                                 | 51.4 (10.8)                                                                 | 42.0 (5.6)                                                                  | 33.8 (1.0)                                                                  | 48.9 (9.4)                                                                  |
| أدنى درجة حرارة °ف (°م)                                                                                           | −6 (−21)                                                                    | −15 (−26)                                                                   | 3 (−16)                                                                     | 12 (−11)                                                                    | 32 (0)                                                                      | 44 (7)                                                                      | 52 (11)                                                                     | 50 (10)                                                                     | 39 (4)                                                                      | 28 (−2)                                                                     | 5 (−15)                                                                     | −13 (−25)                                                                   | −15 (−26)                                                                   |
| الهطول إنش (مم)                                                                                                   | 3.64 (92)                                                                   | 3.19 (81)                                                                   | 4.29 (109)                                                                  | 4.09 (104)                                                                  | 3.96 (101)                                                                  | 4.54 (115)                                                                  | 4.60 (117)                                                                  | 4.56 (116)                                                                  | 4.31 (109)                                                                  | 4.38 (111)                                                                  | 3.58 (91)                                                                   | 4.38 (111)                                                                  | 49.52 (1٬258)                                                               |
| متوسط تساقط الثلوج إنش (سم)                                                                                       | 8.8 (22)                                                                    | 10.1 (26)                                                                   | 5.0 (13)                                                                    | 0.4 (1.0)                                                                   | 0.0 (0.0)                                                                   | 0.0 (0.0)                                                                   | 0.0 (0.0)                                                                   | 0.0 (0.0)                                                                   | 0.0 (0.0)                                                                   | 0.1 (0.25)                                                                  | 0.5 (1.3)                                                                   | 4.9 (12)                                                                    | 29.8 (76)                                                                   |
| متوسط أيام هطول الأمطار (≥ 0.01 in)                                                                               | 10.8                                                                        | 10.0                                                                        | 11.1                                                                        | 11.4                                                                        | 11.5                                                                        | 11.2                                                                        | 10.5                                                                        | 10.0                                                                        | 8.8                                                                         | 9.5                                                                         | 9.2                                                                         | 11.4                                                                        | 125.4                                                                       |
| متوسط الأيام المثلجة (≥ 0.1 in)                                                                                   | 3.7                                                                         | 3.2                                                                         | 2.0                                                                         | 0.2                                                                         | 0.0                                                                         | 0.0                                                                         | 0.0                                                                         | 0.0                                                                         | 0.0                                                                         | 0.0                                                                         | 0.2                                                                         | 2.1                                                                         | 11.4                                                                        |
| متوسط الرطوبة النسبية (%)                                                                                         | 61.5                                                                        | 60.2                                                                        | 58.5                                                                        | 55.3                                                                        | 62.7                                                                        | 65.2                                                                        | 64.2                                                                        | 66.0                                                                        | 67.8                                                                        | 65.6                                                                        | 64.6                                                                        | 64.1                                                                        | 63.0                                                                        |
| ساعات سطوع الشمس الشهرية                                                                                          | 162.7                                                                       | 163.1                                                                       | 212.5                                                                       | 225.6                                                                       | 256.6                                                                       | 257.3                                                                       | 268.2                                                                       | 268.2                                                                       | 219.3                                                                       | 211.2                                                                       | 151.0                                                                       | 139.0                                                                       | 2٬534٫7                                                                     |
| نسبة وصول أشعة الشمس                                                                                              | 54                                                                          | 55                                                                          | 57                                                                          | 57                                                                          | 57                                                                          | 57                                                                          | 59                                                                          | 63                                                                          | 59                                                                          | 61                                                                          | 51                                                                          | 48                                                                          | 57                                                                          |
| متوسط مؤشر الأشعة فوق البنفسجية                                                                                   | 2                                                                           | 3                                                                           | 4                                                                           | 6                                                                           | 7                                                                           | 8                                                                           | 8                                                                           | 8                                                                           | 6                                                                           | 4                                                                           | 2                                                                           | 1                                                                           | 5                                                                           |
| المصدر #1: الإدارة الوطنية للمحيطات والغلاف الجوي (relative humidity and sun 1961–1990; dew point 1965–1984)      |                                                                             |                                                                             |                                                                             |                                                                             |                                                                             |                                                                             |                                                                             |                                                                             |                                                                             |                                                                             |                                                                             |                                                                             |                                                                             |
| المصدر #2: Weather Atlas See Climate of New York City for additional climate information from the outer boroughs. |                                                                             |                                                                             |                                                                             |                                                                             |                                                                             |                                                                             |                                                                             |                                                                             |                                                                             |                                                                             |                                                                             |                                                                             |                                                                             |

### العمارة

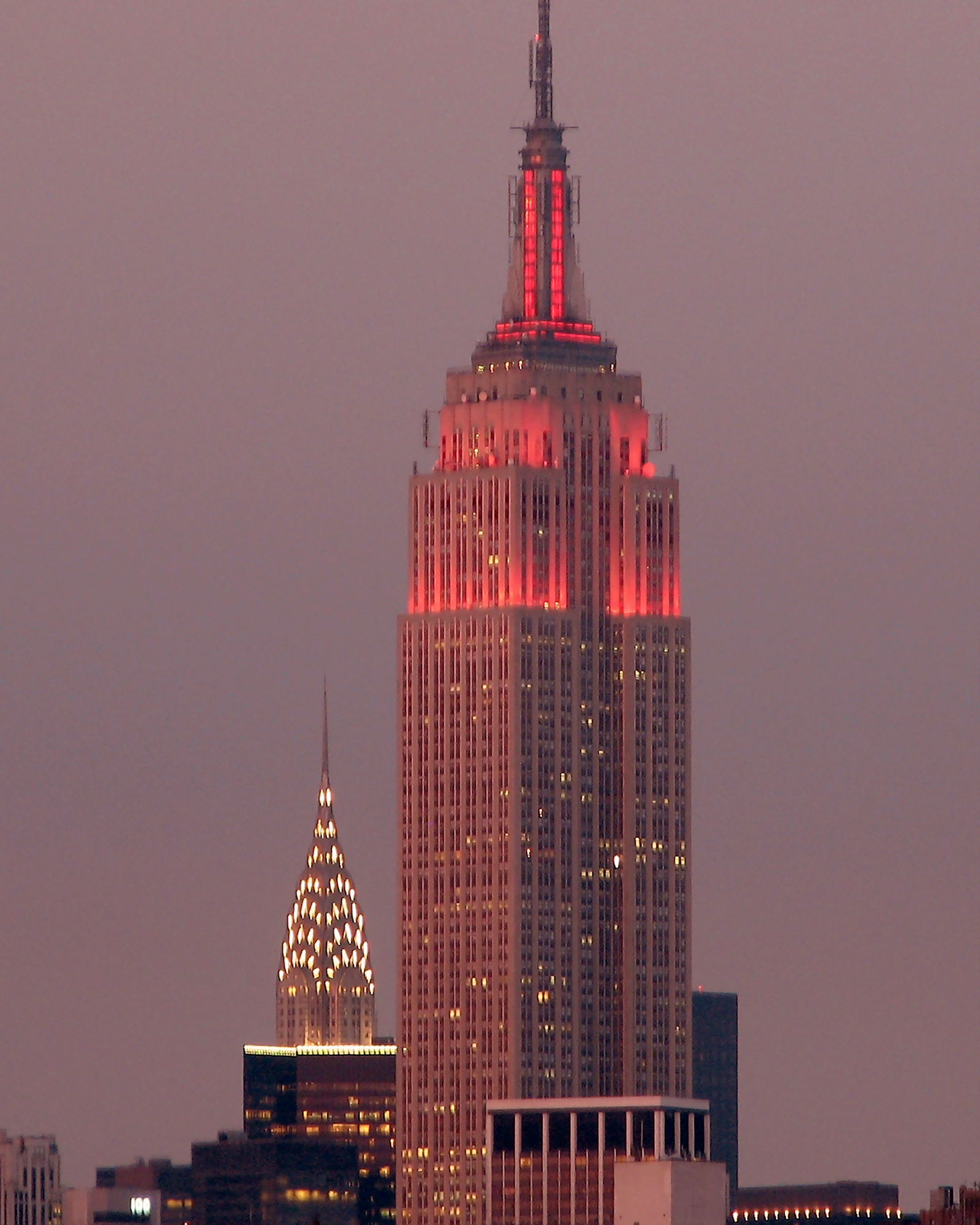
مبنى امباير ستايت في مانهاتن

تضم نيويورك مبانٍ من مختلف التصاميم المعمارية، حيث توجد فيها مبانٍ خشبية مصممة على هيئة صناديق بطابق أو طابقين وسقف مائل، ويُرى هذا النمط من المنازل في منطقة بروكلين التي تعود إلى العام 1656، كما توجد في المدينة مبانٍ ذات تصميم أكثر حداثة كناطحات السحاب التي تتميز بها مدينة نيويورك وخاصةً مانهاتن، ويعد مبنى امباير ستايت أطول مباني نيويورك وأكثرها أهمية. ويجري الآن بناء مركز التجارة العالمي 1 والذي يعرف باسم برج الحرية في منطقة أرض الصفر التي أنشئت على أنقاض مركز التجارة العالمي بعد أحداث 11 سبتمبر 2001

### الحدائق
في نيويورك ما يقارب 28,000 أكر (110 كم2) من الحدائق و 14 ميل (23 كم) من الشواطئ العامة، ومن حدائق نيويورك: سنترال بارك وبروسبكت بارك وفلشنغ مادوز- كورونا بارك وفورست بارك وواشنطون سكوير بارك وبلهام باي بارك التي تعد أكبر حدائق نيويورك حيث تبلغ مساحتها 2,700 أكر.

سنترال بارك هي الحديقة الأكثر زيارةً في أمريكا

### أحياء مدينة نيويورك

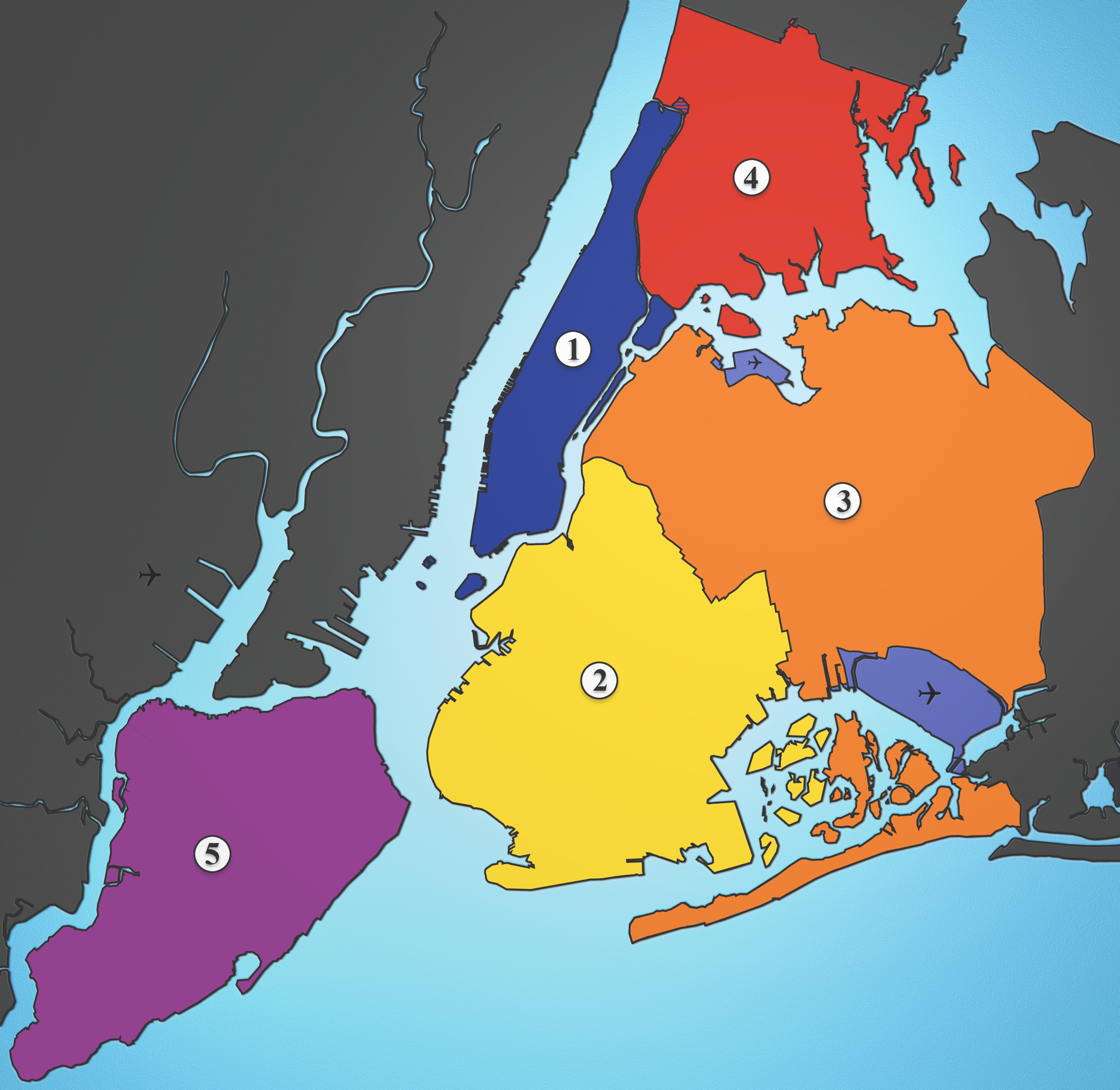
أحياء مدينة نيويورك الخمسة: 1: مانهاتن 2: بروكلين 3: كوينز 4: ذا برونكس 5: ستاتن آيلاند (المطارات باللون البنفسجي المزرق وتقع في حي كوينز).

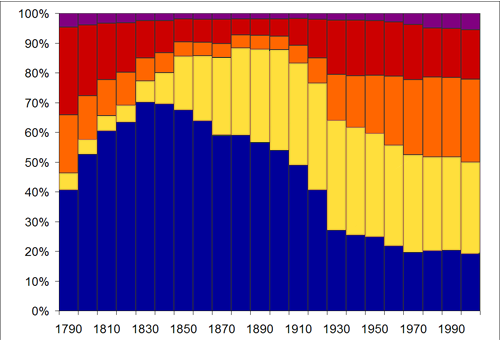
نسبة سكان نيويورك في كل حي (من الأقل إلى الأكثر): 1. مانهاتن، 2. بروكلين، 3. كوينز، 4. ذا برونكس و5. ستاتن آيلاند.

تتألف مدينة نيويورك من خمسة أحياء، كلٍ منها تمثِّل مقاطعة من مقاطعات نيويورك كما يلي:
- مانهاتن: (مقاطعة نيويورك؛ عدد السكان: 1,629,054)
- ذا برونكس: (مقاطعة برونكس؛ عدد السكان: 1,397,287)
- بروكلين: (مقاطعة كينغز؛ عدد السكان: 2,567,098)
- كوينز: (مقاطعة كوينز؛ عدد السكان: 2,306,712)
- ستاتن آيلاند: (مقاطعة ريتشموند؛ عدد السكان: 491,730)

## المشكلات الاجتماعية
تواجه المدينة عدة مشاكل اجتماعية مثل: الفقر والجريمة والمخدرات والتفرقة العنصرية؛ ففي نيويورك وحدها نصف مدمني المخدرات في الولايات المتحدة، كما أن بها أربعة ملايين مواطن يعيشون على اعانات الضمان الاجتماعي.
ويعد السكن من أهم المشاكل في نيويورك. إذ يسكن نحو 65% من سكان المدينة في شقق أو فنادق مؤجرة خلافـًا لما يوجد في الولايات الأخرى، حيث تسكن غالبية الأسر في منازل منفردة ومملوكة. كما أن غالبية منازل المدينة قديمة بنيت قبل عام 1940م، وتحتاج إلى التجديد.
تعمل مدينة نيويورك للخروج من الأزمة التي أصابتها بعد تعرضها لهجمات الحادي عشر من سبتمبر الإرهابية، التي دمر فيها برجا مركز التجارة العالمي في 2001 حين اصطدمت طائرتان مدنيتان مخطوفتان صبيحة ذلك اليوم بالبرجين ثم انهيارهما، فلقي نحو 3 آلاف شخص كانوا بالبرجين مصرعهم.

## ااسكان
يتكون سكان نيويورك أساسا من المهاجرين الوافدين طوال العصور، فمن مائتي ساكن سنة 1626 قفز عدد سكان نيويورك إلى حوالي الألف سنة 1656 على إثر قدوم البريطانيين والألمان والإسكندنافيين. وفي سنة 1800 بلغ عدد السكان 60000 نسمة وكان جلهم من البريطانيين، ثم توافد بين سنتي 1850 و1860 الألمان والإيرلنديون بأعداد كبيرة فتضاعف عدد السكان 10 مرات، وفي نهاية القرن التاسع عشر أفضى توافد الأوروبيين الشرقيين والإيطاليين إلى تضاعف العدد ثلاثة مرات، ولما دخل قانون الحصص حيز التطبيق لصد الهجرة الوافدة خلال العشرينيات أقبل السود على المدينة من جنوب الولايات المتحدة الأمريكية بأعداد غفيرة فبلغ العدد 5.2 مليون ساكن، وفي سنة 1990 قُدر عدد سكان نيويورك المولودين خارجها بنسبة 30 % نتيجة توافد اللاجئين من جنوب شرقي آسيا وجزر الكاريبي وإفريقيا وأمريكا الجنوبية والوسطى منذ الستينيات.
المسيحية هي الديانة السائدة في المدينة وتصل نسبة المسيحيين حوالي 63% من سكان المدينة، وتأتي الكنيسة الرومانية الكاثوليكية في مقدمة الطوائف المسيحية (36%)، تليها الكنائس البروتستانتية (26%). يليها اليهودية مع ما يقرب 1.1 مليون يهودي (8%) يقطن في مدينة نيويورك، منهم أكثر من نصف مليون يقطن في بروكلين. يحل الإسلام في المرتبة الثالثة (2%) وتتراوح أعداد المسلمين حسب تقديرات مختلفة بين 600,000-1,000,000 نسمة، يذكر أن 10% من تلاميذ المدارس العامّة في المدينة من المسلمين. هناك تواجد لأتباع الهندوسية والبوذية ومجموعات دينية مختلفة في المدينة فضلًا عن ملحدين ولادينيين والذين يشكلّون 19% من سكان المدينة.

## الاقتصاد
يقدر بأن نيويورك تمتلك بمفردها أكثر من 21 بالمائة من السوق البنكية العالمية ويتكون نظامها البنكي الأساسي من شركات 'شايز مانهاتن بنك' و'سيتي كورب' و'مورغان' و'بنكارس تروست'، ويضم أكثر من 445 بنكا، ويرتبط فيها حوالي 105000 موطن شغل بنكي بالأنشطة التجارية العالمية. واليوم تنزع هذه الأنشطة إلى التوسع خارج 'الفينا شيال ديستركت' (حي الأعمال) على مجالات جديدة ببروكلين وكوينس. ونيويورك هي كذلك أول مرجع في العالم للتقييم بالبورصة وذلك بفضل مؤشر داو جونز الصناعي ومؤشر نازداك الحديث.
وتؤمن نيويورك بمفردها أربعة أخماس أنشطة البورصات الأمريكية، وتضم المدينة علاوة عـلى هذه الأنشطة جل شركات التأمين الأمريكية والعالمية وما يزيد عن ألف فرع من فروعها إضافة إلى أربعة أخماس مكاتب الخدمات القانونية والمالية الأمريكية التي يتسم بعضها ببعد عالمي. كما تضم نيويورك الأغلبية الساحقة لمكاتب التدقيق المالي الأمريكية التي تتمتع بأهمية عالمية.

## عوامل قوة نيويورك
يوفّر الموقع الجغرافي لمدينة نيويورك وجودة بنيتها التحتية للمواصلات منفذا لسوق استهلاكية مهمة جدّا، بالإضافة لوجود أحد أبرز الموانئ في العالم وثلاثة مطارات تعد" من أكثر مطارات البلاد حركة. إنّ هذه الشبكة الكثيفة من الطّرق تسمح بالنّفاذ إلى سوق ضخمة واقعة على مدى شعاع يمتدّ على 1200 كم حول المدينة، وهو مجال يمثل حوالي نصف سكّان الولايات المتّحدة الأمريكية وكندا ونصف دخلهما ونشاطهما.

### السياحة
تعدّ السياحة واحدة من أهم الصناعات في مدينة نيويورك، حيث زار المدينة أكثر من 41 مليون سائح محلى وأجنبي سنويا خلال الخمس سنوات الماضية.
وتشمل الوجهات السياحية للمدينة مبنى امباير ستيت وتمثال الحرية وجزيرة إيليس وعروض مسرح برودواي وأيضا المتاحف مثل متحف المتروبوليتان للفنون وكذلك المساحات الخضراء مثل سنترال بارك وحديقة واشنطن سكوير بارك ومركز روكفلر وتايمز سكوير بالإضافة إلى مراكز التسوق الفخمة على طول شارعي الخامس وماديسون، ومن العوامل التي نجذب السياح أيضا المناسبات مثل عيد القديسين في قرية غرينتش وعروض عيد الشكر لدى مركز مايسيز ومعرض اليوم في سانت باتريك، ناهيك عن ذكر الأنشطة الموسمية مثل التزلج على الجليد في حديقة سنترال بارك في فصل الشتاء، ومهرجان ترايبيكا السينمائي، والعروض المجانية في سنترال بارك في سمرستيج. وكذلك حديقة حيوان برونكس، كوني آيلاند، وحديقة نباتية جديدة في نيويورك وغيرها
في عام 2010 حطمت نيويورك رقما قياسيا في عدد السياح الذي وصل إلى 49 مليون سائح  وفي 2011 وصل عدد السياح إلى 50 مليون 

### المطبخ
ثقافة الطعام في مدينة نيويورك تشتمل على مجموعة متنوعة من المأكولات العالمية التي تأثرت بتاريخ المهاجرين للمدينة. فقد جعل المهاجرون من أوروبا الشرقية وإيطاليا المدينة شهيرة بالخبز وكعكة الجبن والبيتزا على الطريقة النيويوركية، بينما المطاعم الصينية موجودة في كل مكان. حيث أعطت المدينة بائعي الأطعمة تراخيص بالبيع والبالغ عددهم 4000، امتلك الكثير من المهاجرين عربات بيع الأطعمة في شوارع نيويورك الحديثة وتبيع بعض هذه العربات على سبيل المثال الفلافل والكباب، إلا أن ساندويتشات الهوت دوق والمعجنات لا تزال هي المهيمنة في الشوارع، وتعد نيويورك أيضا موطناً للعديد من أرقى المطاعم وأكثرها تنوعاً في الولايات المتحدة.

## التعليم
- إدارة تعليم مدينة نيويورك (New York City Department of Education)

## التوأمة
- طوكيو، اليابان. منذ 1960.
- بكين، الصين. منذ 1982.
- مدريد، إسبانيا. منذ 1982
- سانتو دومينغو، جمهورية الدومينيكان. منذ 1983.
- بودابست، المجر. منذ 1992.
- روما، إيطاليا. منذ 1992.
- القدس، إسرائيل. منذ 1993.
- تل ابيب، إسرائيل. منذ 1996.
- لندن، المملكة المتحدة. منذ 2001.
- مدينة لندن، المملكة المتحدة. منذ 2001.
- جوهانسبرغ، جنوب أفريقيا. منذ 2003.

## وصلات خارجية
- نيويورك على موقع الموسوعة البريطانية (الإنجليزية)